# Swedish International Stockholm
Als Swedish International Stockholm werden die offenen internationalen Badminton-Meisterschaften von Schweden bezeichnet. Das Turnier fand 2004 erstmals statt und ist die Fortsetzung der Swedish Open, welche bis 2001 ausgerichtet wurden. Seit 2014 werden die Titelkämpfe als Swedish Masters bezeichnet, da sie nicht mehr ausschließlich in Stockholm stattfinden. Seit 2018 finden die Titelkämpfe wieder als Swedish Open statt. Anfang der 1990er Jahre wurde bereits ein Turnier mit dem Namen Stockholm International ausgetragen (auch als Stockholm Open bekannt).

## Die Sieger
| Saison    | Herreneinzel            | Dameneinzel         | Herrendoppel                          | Damendoppel                              | Mixed                                 |
| --------- | ----------------------- | ------------------- | ------------------------------------- | ---------------------------------------- | ------------------------------------- |
| 1989      | Claus Thomsen           | Pernille Nedergaard | Max Gandrup Thomas Lund               | Dorte Kjær Lotte Olsen                   | Andrei Antropow Elena Rybkina         |
| 1990      | Pontus Jäntti           | Sun Xiaoqing        | Patrik Andreasson Manfred Mellqvist   | Maria Bengtsson Margit Borg              | Jan-Eric Antonsson Charlotta Wihlborg |
| 2004      | Shoji Sato              | Tine Rasmussen      | Michał Łogosz Robert Mateusiak        | Kamila Augustyn Nadieżda Kostiuczyk      | Kristof Hopp Kathrin Piotrowski       |
| 2005      | Evgenij Isakov          | Elizabeth Cann      | Simon Archer Anthony Clark            | Miyuki Tai Noriko Okuma                  | Nikolai Sujew Marina Yakusheva        |
| 2006      | Joachim Persson         | Tine Rasmussen      | Michael Fuchs Roman Spitko            | Johanna Persson Elin Bergblom            | Imam Sodikin Cynthia Tuwankotta       |
| 2007      | Kenichi Tago            | Li Wenyan           | Imam Sodikin Imanuel Hirschfeld       | Guo Xin Cai Jiani                        | Rasmus Bonde Christinna Pedersen      |
| 2008      | Marc Zwiebler           | Li Wenyan           | Rasmus Andersen Peter Steffensen      | Yu Qi Cai Jiani                          | Peter Steffensen Julie Houmann        |
| 2008      | Jan Ø. Jørgensen        | Yu Hirayama         | Naoki Kawamae Shoji Sato              | Rachel van Cutsen Paulien van Dooremalen | Valeriy Atrashchenkov Elena Prus      |
| 2010      | Indra Bagus Ade Chandra | Kaori Imabeppu      | Chris Langridge Robin Middleton       | Helle Nielsen Marie Røpke                | Mads Pieler Kolding Britta Andersen   |
| 2011      | Pablo Abián             | Kaori Imabeppu      | Kim Astrup Rasmus Fladberg            | Line Damkjær Kruse Marie Røpke           | Robin Middleton Heather Olver         |
| 2012      | Chan Yan Kit            | Pi Hongyan          | Vladimir Ivanov Ivan Sozonov          | Mariana Agathangelou Heather Olver       | Nathan Robertson Jenny Wallwork       |
| 2013      | Kento Momota            | Carolina Marín      | Jacco Arends Jelle Maas               | Selena Piek Iris Tabeling                | Peter Käsbauer Isabel Herttrich       |
| 2014      | Ville Lång              | Kirsty Gilmour      | Adam Cwalina Przemysław Wacha         | Eefje Muskens Selena Piek                | Robert Blair Imogen Bankier           |
| 2015      | Rajiv Ouseph            | Kirsty Gilmour      | Anders Skaarup Rasmussen Kim Astrup   | Anastasia Chervyakova Nina Vislova       | Jacco Arends Selena Piek              |
| 2016      | Anders Antonsen         | Karin Schnaase      | Mathias Christiansen David Daugaard   | Maiken Fruergaard Sara Thygesen          | Robert Mateusiak Nadieżda Zięba       |
| 2017      | Toby Penty              | Mia Blichfeldt      | Konstantin Abramov Alexandr Zinchenko | Clara Nistad Emma Wengberg               | Mikkel Mikkelsen Mai Surrow           |
| 2018 2024 | nicht ausgetragen       | nicht ausgetragen   | nicht ausgetragen                     | nicht ausgetragen                        | nicht ausgetragen                     |